# 耶萊尼亞古拉
耶萊尼亞古拉（波蘭語：Jelenia Góra，波蘭語發音：[jɛˈlɛɲa ˈɡura] ⓘ）是波蘭下西里西亞省的城市，距離弗羅茨瓦夫90公里，人口約7.5萬。市名直譯為「鹿山」。舊稱「希尔施贝格」（德語：Hirschberg）。

## 外部連結
- jelenia.pl - news from the city （页面存档备份，存于） （波兰語）
- jeleniagora24 - news from the city （页面存档备份，存于） （波兰語）
- Jewish Community in Jelenia Góra （页面存档备份，存于） on Virtual Shtetl
- Dolny Śląsk na fotografii （页面存档备份，存于） - extensive collection of old and new views of the city （波兰語）
- art1900.info Art Nouveau in Jelenia Góra （英文）